# Abergwili
Abergwili è un centro abitato del Galles, situato nella contea del Carmarthenshire.